# Bouabdellah Tahri

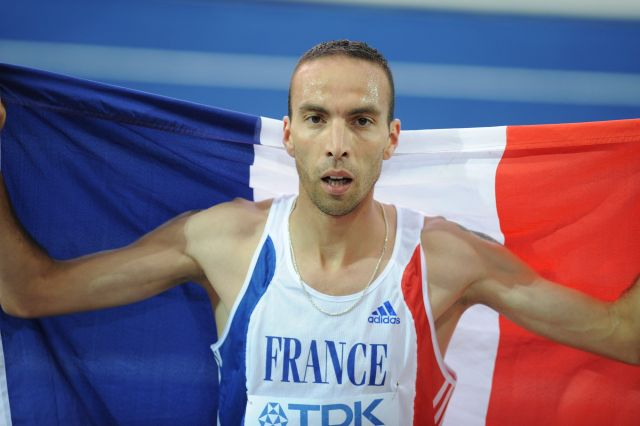
Bouabdellah Tahr

Bouabdellah Tahri, född den 20 december 1978 i Metz, är en fransk friidrottare som tävlar i medeldistanslöpning och hinderlöpning.
Tahri har tillhört världseliten i hinderlöpning under 2000-talet. Han deltog vid Olympiska sommarspelen 2000 men blev då utslagen redan i försöken. Hans första final blev VM 2001 då han slutade femma. Året efter blev han fyra vid EM i München. Samma placering nådde han vid VM i Paris 2003. 
Vid Olympiska sommarspelen 2004 var han i final och slutade då sjua. Han blev åtta vid VM 2005 och vid EM 2006 blev han för första gången medaljör då han slutade trea. 
Under inomhus-EM 2007 blev han silvermedaljör på 3 000 meter och vid VM 2007 slutade han femma i hinderlöpning. Han var även i final vid Olympiska sommarspelen 2008 och slutade då femma. 
Vid inomhus-EM 2009 i Turin blev han åter silvermedaljör på 3 000 meter. Vid VM 2009 i Berlin lyckades Tahri förhindra en kenyansk trippel på 3 000 meter hinder då han spurtade in som trea på det nya både personliga och europeiska rekordet på distansen, 8.01,18.

## Personliga rekord
- 3 000 meter - 7.42,49 (inomhus 7.38,41)
- 3 000 meter hinder - 8.01,18